# Hacienda Bizcochero
Hacienda Bizcochero es un barrio de la ciudad española de Málaga perteneciente al distrito Teatinos-Universidad. Está situado geográficamente en la zona oeste de la capital en la parte inferior derecha del distrito. El barrio cuenta con una población aproximada de 4.678 habitantes (2022). Según la delimitación oficial del Ayuntamiento, limita al norte con los barrios de Las Morillas y Hacienda Capitán; al este con Teatinos y La Barriguilla; al sur, con Cortijo Alto; y al oeste con Ciudad Universitaria y Finca la Palma. En la Hacienda Bizcochero se encuentra la Ciudad de la Justicia y la Escuela Superior de Arte Dramático.
El barrio debe su nombre a una antigua finca situada a las afueras de Málaga, que era conocida como Hacienda del Bizcochero en recuerdo de un nebuloso propietario que se dedicaba a la fabricación de bizcochos. Durante muchos siglos, el bizcocho formó parte de la dieta básica de los marinos españoles y era común encontrar bizcocheros por toda la geografía española. A mediados del siglo XIX, la hacienda fue adquirida por José Freuller Alcalá Galiano, marqués de la Paniega que llegó a ser alcalde de Málaga, diputado y senador. El barrio se formó cuando en las proximidades se construyó el campus de Teatinos. 
El barrio Hacienda Bizcochero cuenta con una buena red de transporte (metro y bus) y, además, se encuentra muy bien ubicado junto a la Universidad de Málaga, teniendo a tan solo unos escasos metros los siguientes espacios universitarios: Facultad de Derecho, Facultad de Ciencias de la Educación, Facultad de Turismo, Facultad de Ciencias de la Comunicación, Facultad de Filosofía y Letras, Biblioteca General, Jardín Botánico, Facultad de Ciencias, Facultad de Medicina, Escuela Técnica Superior de Ingeniería Informática y Escuela Técnica Superior de Ingeniería.

## Historia
Los terrenos donde hoy se asientan Hacienda Bizcochero y el resto de barrios vecinos fueron, durante siglos, las afueras de Málaga, donde únicamente se encontraban salteadas fincas y haciendas. Una de las numerosas fincas repartidas por todo el actual distrito era la conocida «Hacienda del Bizcochero», conocida así debido a uno de sus primeros propietarios cuyo oficio era la de fabricar bizcochos. Los bizcochos eran entonces utilizados como parte fundamental de la dieta de los marinos españoles. A mediados del siglo XIX, el aristócrata, José Freuller Alcalá Galiano, marqués de la Paniega que llegó a ser alcalde de Málaga, diputado y senador, adquirió la Hacienda del Bizcochero. 
El actual barrio nace a mediados de los años 1990, después de que se construyera en las inmediaciones el campus universitario de Teatinos. Hacienda Bizcochero se convirtió junto al vecino barrio de Teatinos en una de las zonas de Málaga de mayor crecimiento urbanístico y demográfico. En 2007 se inauguró la Ciudad de la Justicia de Málaga y en el 2009 la Escuela Superior de Arte Dramático. En 2014 entra en funcionamiento la estación de Ciudad de la Justicia, situada en los límites administrativos del barrio. 

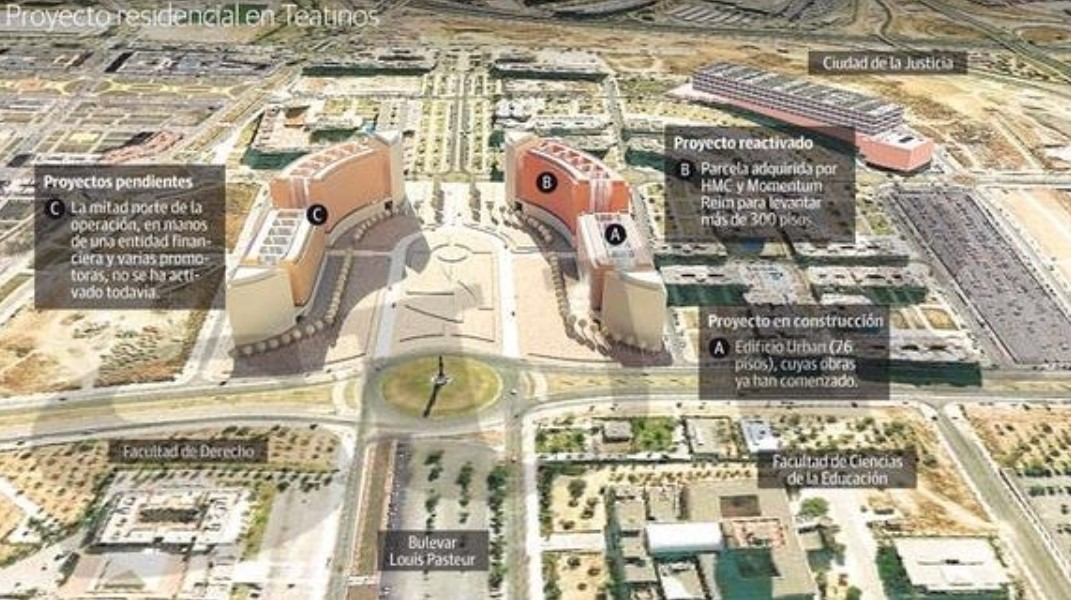
Principal proyecto residencial de Hacienda Bizcochero

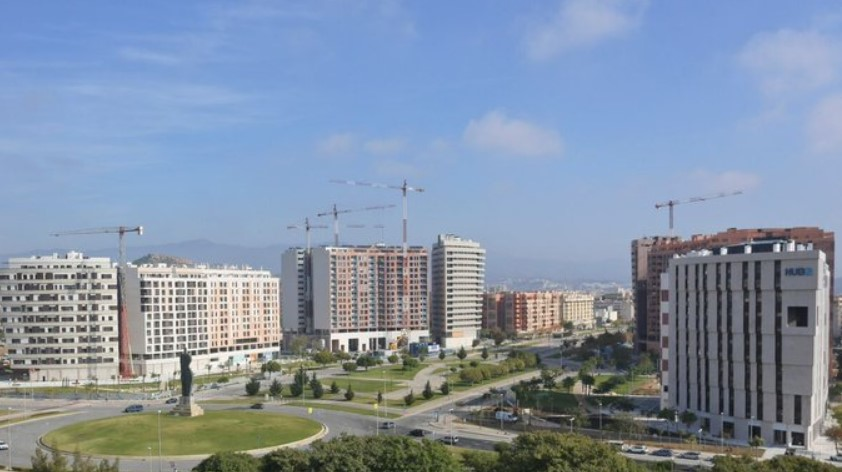
Torres de Teatinos de hasta 13 plantas

Tras varios años de parálisis por la crisis económica, que afectó de lleno al mercado inmobiliario, algo empezó a reactivarse y se creó en Hacienda Bizcochero el que podría considerarse como su principal proyecto residencial (y también el de Teatinos). Se trata de la zona conocida por el nombre de «Torres de Teatinos», conformada por bloques de pisos de hasta 13 plantas de altura, que suman más de un millar de viviendas, con amplios locales comerciales en sus plantas bajas, y una gran plaza que ocupan el gran vacío que existe entre las manzanas ya construidas que componen la fachada hacia la Ronda Oeste, y las facultades de Derecho y Ciencias de la Educación. El primer edificio de este gran proyecto fue «Urban» (edificio de 76 viviendas; construido en 2017), pero este edificio supuso solo la punta de lanza de lo que estaba por venir, ya que, más tarde, se pusieron en marcha las obras de los siguientes edificios: «Bulevar Teatinos» (edificio de 110 viviendas; construido en julio de 2020), «Teatinos Homes» (edificio de 110 viviendas; construido en diciembre de 2020), «Navis» (edificio de 67 viviendas; construido en 2020), «Hubr Xior Málaga» (residencia de 221 habitaciones; construido en noviembre de 2020),  «Edificio marrón (se desconoce nombre)» (residencia de ¿? habitaciones; construido 202¿?), «Bulevar Louis Pasteur (VPPL), Fase 1» (edificio de ¿? viviendas VPO; construido en 202¿?), «Teatinos Sky Garden» (edificio de 321 viviendas; construido en 2021), «Bulevar Louis Pasteur (VPPL), Fase 2» (edificio de 68 viviendas VPO; se prevé su construcción en 2024) y «Edificio (aún sin nombre) ubicado en la parcela que linda con Urban» (edificio de n.º de viviendas por determinar; se desconoce cuándo finalizará su construcción). 

## Ubicación geográfica
| Noroeste: Finca La Palma    | Norte: Las Morillas, Hacienda Capitán y Teatinos | Nordeste: La Barriguilla |
| Oeste: Ciudad Universitaria |                                                  | Este: La Barriguilla     |
| Suroeste: P.I. Alameda      | Sur: Cortijo Alto                                | Sureste: Santa Cristina  |

### Límites
El barrio se encuentra delimitado por la avenida Jorge Luis Borges al norte, la avenida Doctor Manuel Domínguez al oeste, al sur por la A-357 (autovía de Málaga a Cártama) y al este por la MA-20 (Ronda Oeste de Málaga)

## Edificios y lugares notables
- Escultura de Elena Laverón:

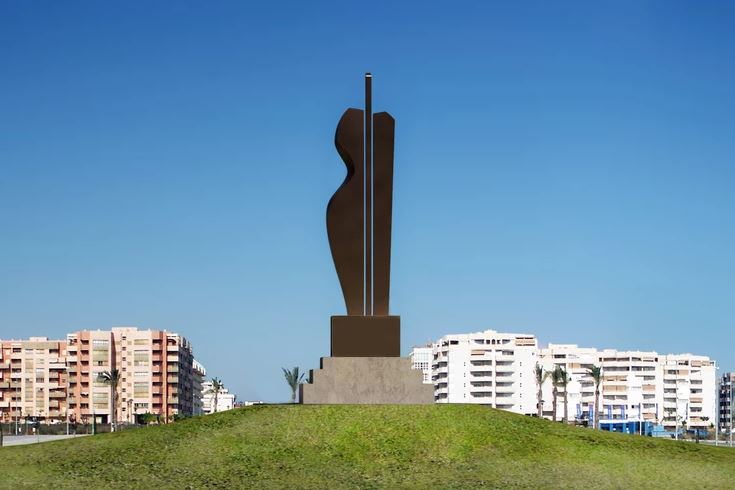
Escultura en bronce de Elena Laverón

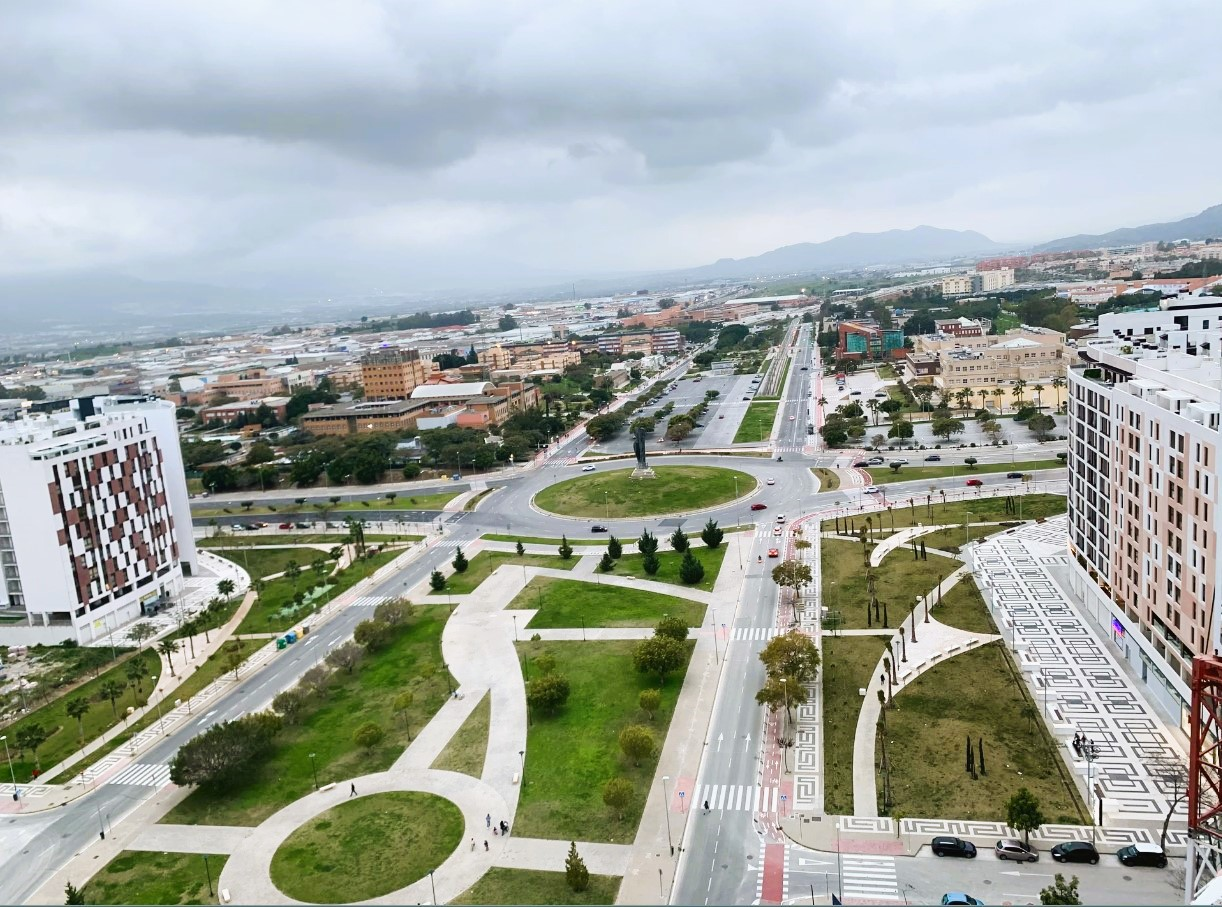
Apertura del bulevar Louis Pasteur

La escultura diseñada por Elena Laverón y confeccionada por las Fundiciones Artísticas del Sur se ubica concretamente en la glorieta situada en el vértice del bulevar Louis Pasteur y la calle Doctor Manuel Domínguez (la glorieta lleva el nombre del profesor Alejandro Rodríguez Carrión, que fue decano de la Facultad de Derecho y eminente jurista en Derecho Internacional). Esta estatua, construida en bronce y chapa de bronce, preside la entrada a la Ciudad Universitaria del distrito Teatinos-Universidad de la ciudad andaluza de Málaga. 
- Bulevar Louis Pasteur:

El gran parque del bulevar Louis Pasteur, aún inacabado, se inicia en la Hacienda Bizcochero. No solo pretende ser un parque para la Universidad de Málaga, sino que aspira a ser un gran pulmón verde para toda la ciudad de Málaga que atraiga a toda la sociedad. Este emblemático y novedoso proyecto consiste en crear zonas verdes, plazas, lugares de reunión, parques infantiles, zonas de estudio al aire libre, etc.
- Ciudad de la Justicia:

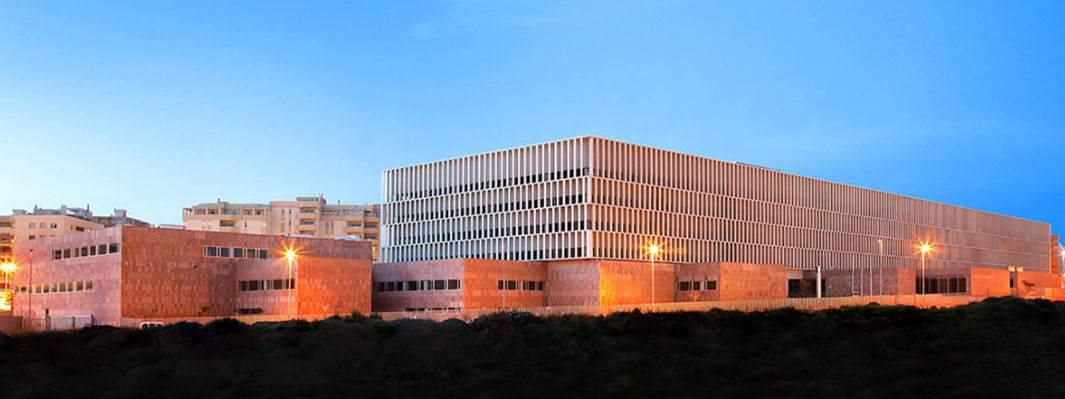
Ciudad de la Justicia de Málaga

La Ciudad de la Justicia de Málaga (inaugurada el 30 de noviembre de 2007) es un complejo administrativo judicial ubicado en Teatinos, que cuenta con unos 70 000 m² (se trata del mayor edificio administrativo de Andalucía) y que alberga 88 órganos judiciales previamente dispersos en la ciudad de Málaga. Entre estos órganos, merece una especial atención la Audiencia Provincial, antiguamente situada en el palacio Miramar. 
El conjunto de la Ciudad de la Justicia de Málaga, desarrollado en un edificio de cinco plantas sobre rasante y dos bajos (diferenciándose tres grandes áreas), fue diseñado por los arquitectos Ramón Engel, Javier Frechilla, Carmen Herrero, José Manuel López-Peláez y José Seguí. Cabe destacar que el edificio cuenta con un ordenador central que regula la luz y la climatización para una gestión eficiente de la energía. Las obras comenzaron en 2003 y fue inaugurada el 30 de noviembre de 2007.
- Concerto Málaga:

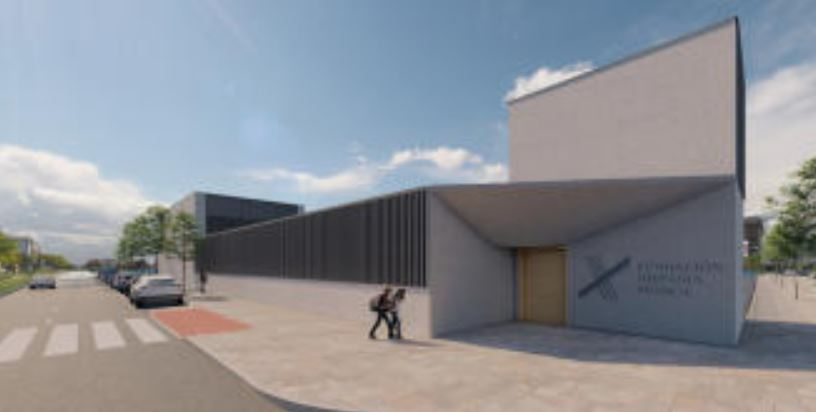
Imagen virtual del exterior de la futura sede de la Fundación Hispania Música en Hacienda Bizcochero (Teatinos)

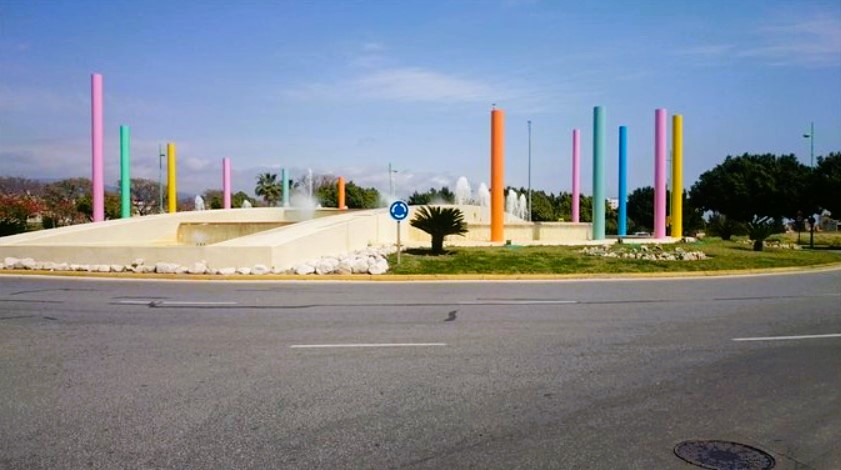
Fuente de los colores

El Ayuntamiento de Málaga cedió a la Fundación Hispania Música, el paragüas de la agrupación de cuerdas Concerto Málaga, unos terrenos de más e 2.000 m² en Hacienda Bizcochero (en el cruce de la calle Arturo Toscanini con la avenida Gregorio Prieto) para levantar su sede e impulsar un proyecto educativo (un respaldo que llega a la orquesta de cámara justo en su 20 aniversario). El nombre de la calle, Arturo Toscanini (músico italiano, considerado por muchos como el más grande director de orquesta de su época y del siglo XX), resulta premonitorio.
Será un proyecto ambicioso, inaudito para la ciudad de Málaga, que dará forma al único centro especializado en la música de cámara española. Las instalaciones contarán con el diseño de los arquitectos Pablo Atienza y Juan Blázquez, del estudio EZAR, y albergarán –a lo largo de distintas fases– una sala de ensayos, un estudio de grabación, una biblioteca, un aulario, una residencia y hasta un auditorio para 400 personas con butacas rodeando el escenario. Será, en definitiva, la casa que la música de cámara española no tiene en nuestro país. A finales del año 2019, o a principios del año 2020, se pondrá la primera piedra de la sede.
- Fuente de los colores:

La Fuente de la plaza del pintor Sandro Botticelli, conocida popularmente como Fuente de los Colores se encuentra en la ciudad andaluza de Málaga, España. Fue diseñada por José Manuel Cabra de Luna y el arquitecto Ángel Asenjo. Está ubicada en el centro de una glorieta de distribución de tráfico circular, rodeada de espacio verde, entre los barrios de Teatinos y Hacienda Bizcochero.
Su rasgo más visible son los 14 cilindros de distintos colores contrastando en orden. Por ello también ha recibido otros nombres coloquiales como la fuente de los lápices o la fuente de los Teletubbies debido a la popularidad de esta serie de televisión en la última década de 1990 y primera de 2000.
La glorieta distribuye el tráfico entre las vías avenida de Jorge Luis Borges, calle Frank Capra y calle Mesonero Romanos.

## Educación
- IES Teatinos
- Escuela Superior de Arte Dramático de Málaga
- Centro de Formación Profesional Cesur Formación

Además, el Campus de Teatinos, donde están la mayoría de facultades y otras instituciones de la Universidad de Málaga (UMA), se encuentra en las inmediaciones del barrio. 

## Demografía
A fecha de 2022, el barrio contaba con una población de 3.678 habitantes. La evolución de la demografía ha experimentado un aumento brutal en la última década.  

## Transporte

### Metro de Málaga

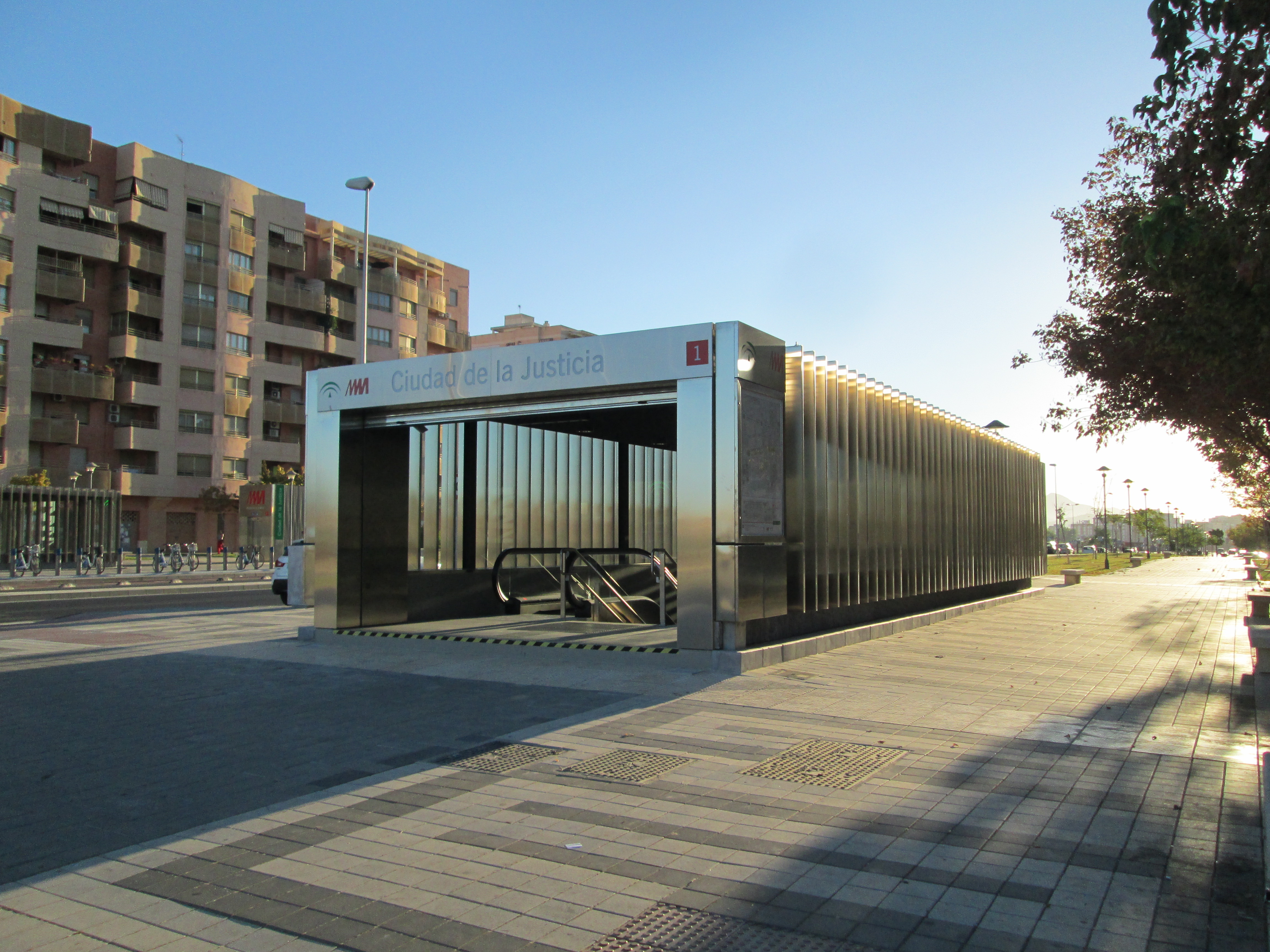
Boca de metro de la estación de Ciudad de la Justicia.

En metro queda conectado mediante la estación de «Ciudad de la Justicia»:
| Línea | Trayecto                                        | Frecuencia   |
| ----- | ----------------------------------------------- | ------------ |
|       | Andalucía Tech - Atarazanas (Alameda Principal) | 6-15 minutos |

### Autobuses
En autobús queda conectado mediante las siguientes líneas de la EMT: 
| Línea | Trayecto                                             | Frecuencia                                     |
| ----- | ---------------------------------------------------- | ---------------------------------------------- |
| 4     | Paseo del Parque - Cortijo Alto (Ciudad de Justicia) | 11-12 minutos                                  |
| 11    | Playa Virginia (El Palo) - Universidad               | 8 minutos                                      |
| 14    |                                                      |                                                |
| 18    |                                                      |                                                |
| 22    | Avda. Molière - Universidad                          | 10 minutos (16-18 minutos en época no lectiva) |
| 25    | Paseo del Parque - Santa Rosalía (Campanillas)       | 13-17 minutos                                  |
| N4    |                                                      |                                                |